# Lars Thörnblom
Lars Thörnblom, även känd som Lars på Bas, är basist i det skånska reggaebandet Svenska Akademien. Har även varit med och gjort musiken till General Knas skiva Kärlek och Revolt!.

## Diskografi

### Album
- 2001 – Snapphaneklanen
- 2002 – Med anledning av
- 2004 – Tändstickor för mörkrädda
- 2005 – Resa sig opp
- 2005 – Upphovsmännen till den skånska raggan (samlingsalbum)
- 2007 – Gör det ändå!

### Singlar
- 2001 – "Snapphaneklanen" (12")
- 2002 – "Rötter"
- 2007 – "Vakna"
- 2007 – "Uppe i höjden"